# رستي براينت
رستي براينت (بالإنجليزية: Rusty Bryant)‏ هو عازف جاز أمريكي، ولد في 25 نوفمبر 1929 في كولومبوس في الولايات المتحدة، وتوفي بنفس المكان في 25 مارس 1991.

## وصلات خارجية
- رستي براينت على موقع ميوزك برينز (الإنجليزية)
- رستي براينت على موقع أول ميوزيك (الإنجليزية)
- رستي براينت على موقع ديسكوغز (الإنجليزية)